# Huesos del pie
Los huesos del pie (ossa pedis), como su nombre indica, son los huesos que forman el esqueleto del pie.

## Clasificación
Vienen recogidos en la Terminología Anatómica con el código A02.5.08.001, y son los siguientes:
A02.5.09.001 Huesos del tarso o huesos tarsianos (ossa tarsi, ossa tarsalia).
A02.5.10.001 Astrágalo o talus (talus).
A02.5.11.001 Calcáneo (calcaneum).
A02.5.12.001 Hueso navicular (os naviculare).
A02.5.13.001 Hueso cuneiforme medial (os cuneiforme mediale).
A02.5.14.001 Hueso cuneiforme intermedio (os cuneiforme intermedium).
A02.5.15.001 Hueso cuneiforme lateral (os cuneiforme laterale).
A02.5.16.001 Hueso cuboides (os cuboideum).
A02.5.17.001 Huesos del metatarso o huesos metatarsianos [I-V] (ossa metatarsi, ossa metatarsalia).
A02.5.18.001 Falanges del pie, o huesos de los dedos del pie (ossa digitorum, phalanges).